# Río Beipan
El río Beipan (en chino, 北盘江; pinyin, Běi pán jiāng) es un río que fluye por el sur de la República Popular China. Junto al río Nanpan forman el río Hongshui, tributario del gran río de las Perlas. Administrativamente, el río discurre por las provincias de Guizhou y Yunnan. Anteriormente, en las partes altas se conocía como río Zangke.

## Historia
El río fue una importante vía de comunicación entre los reinos de Yelang y Nanyue.

## Geografía
El río tiene una longitud de 449 kilómetros, y drena una cuenca denaje de 25.830 km², la brecha es de 1982 m, el flujo promedio anual es de 390 m³/s, siendo la precipitación anual de 1200-1300 mm.
El río pasa a través las actuales provincias chinas de Yunnan y Guizhou. Al llegar a la frontera de Guangxi, el río Beipan (literalmente, Norte del río Pan) se une con el río Nanpan (Sur de río de Pan), para formar el río Hongshui, que continúa su discurrir hacia el sureste hasta acabar desaguar en el río de las Perlas y desembocar en el mar de la China Meridional (océano Pacífico).

### Puentes
El río es cruzado por varios puentes, como el puente Beipan Guanxing, de 366 m de altitud, el puente Río Beipan 2009, de 308 m de alto, y el puente ferroviario Río Beipan, de 275 m de alto. Todos los puentes están entre los más altos del mundo.

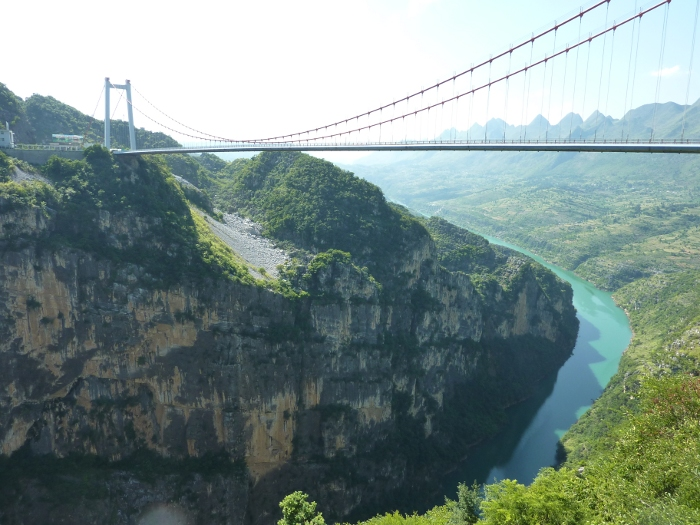
Puente Beipan 2003
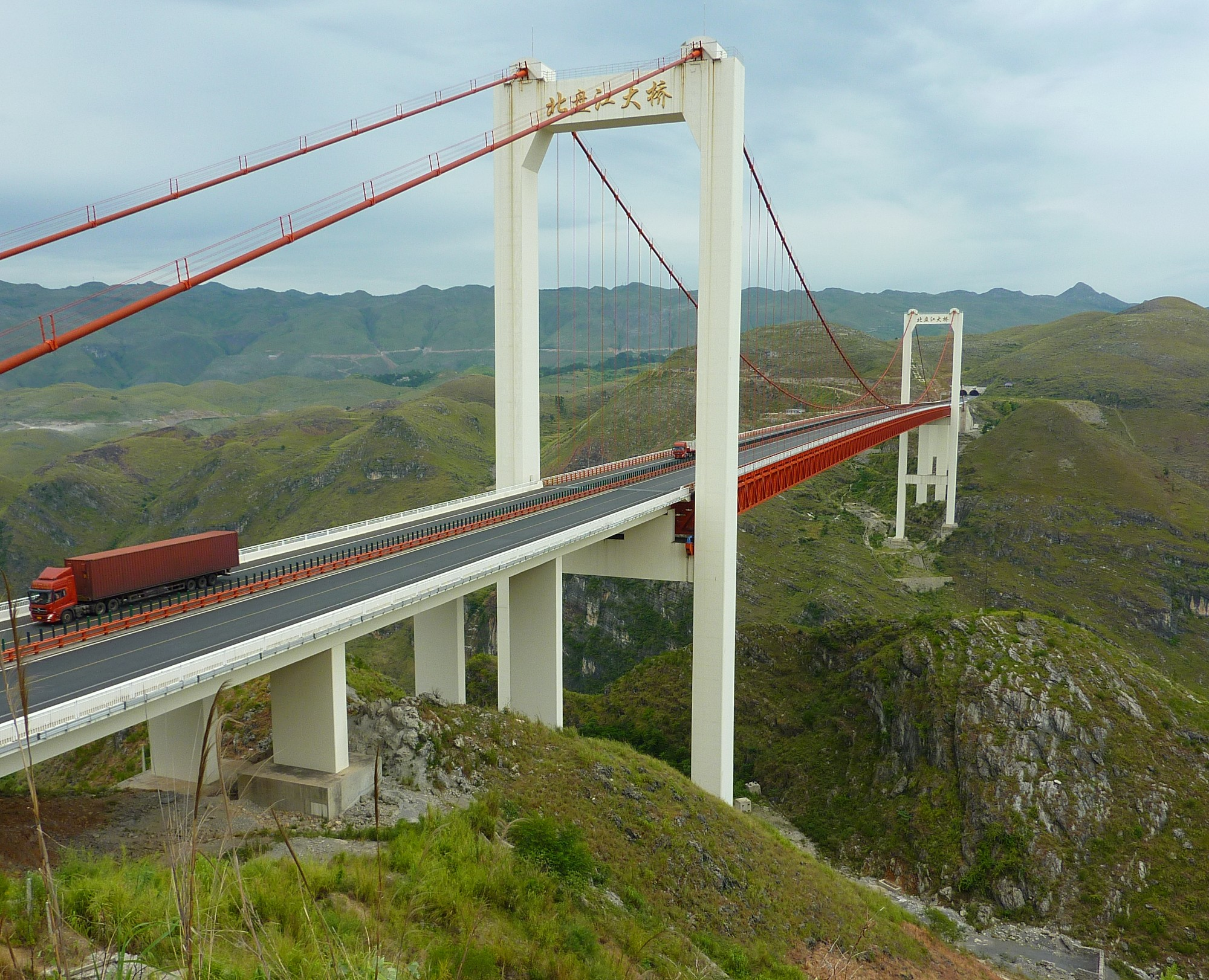
Puente Beipan 2009
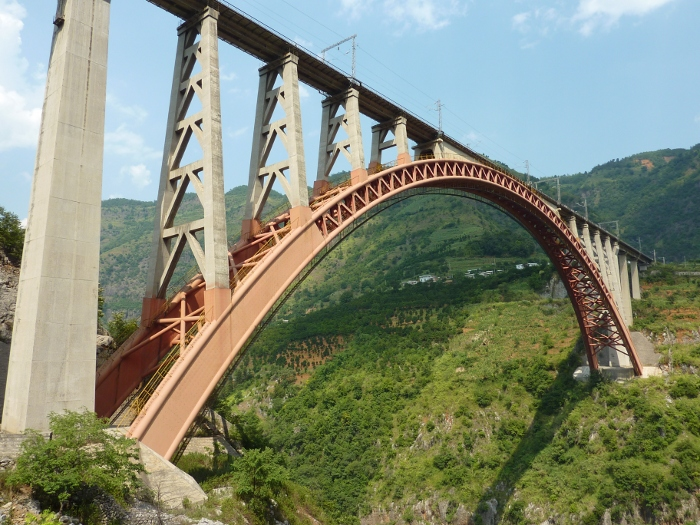
puente ferroviario Río Beipan